# Печерна саламандра жовта
Печерна саламандра жовта (Speleomantes flavus) — вид амфібій з роду європейських печерних саламандр (Speleomantes) ряду хвостатих земноводних. Раніше даний вид належав до роду (Hydromantes).

## Опис
Загальна довжина до 127 мм (самці) і до 146 мм для самок (в середньому 115 мм). Noellert і Noellert (1992) повідомляють про знаходження самиці в 150 мм. Хвіст овальний в поперечному перерізі, трохи половини від загальної довжини.
Колір, як і в інших видів Speleomantes, вкрай мінливий. Базовий колір від темно-коричневого до чорного. На шкірі є плямистий або сітчастий малюнок жовтого, охряного або сіро-зеленого кольору. Деякі особи мають повністю жовту спину.

## Ареал
Ендемік північно-східної Сардинії, переважного в районі гірського хребта Монте-Альбо, межиріччя річок Сініскола і Подоз (провінція Нуоро).

## Спосіб життя
Живе в печерах і ущелинах в землі. Гранична висота до 1040 метрів над рівнем моря. Температурний оптимум вище, ніж у материкових представників Speleomantes.